# Indicateur de renversement
Pour les articles homonymes, voir Indicateur et Renversement.

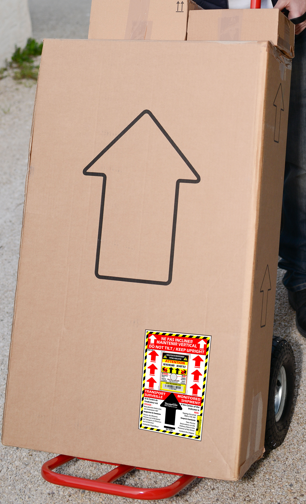
Carton avec un indicateur de renversement.

Un indicateur de renversement, un détecteur de renversement ou un capteur d'inclinaison est un dispositif dont l'état renseigne sur la survenue d'un renversement depuis sa mise en place sur l'objet concerné, principalement en transport et logistique. Ils peuvent être utilisés dans le domaine de l'électronique ou encore l'automobile sur certains modèles afin de détecter si un changement d'inclinaison du véhicule par rapport au sol s'est produit.

## Généralités
Les renversements sont souvent spécifiés par l'angle formé par l'objet considéré avec un plan horizontal. Cela s'exprime généralement en degrés (ou bien en radian). Selon l'utilisation, la précision du détecteur de renversement doit être adapté à la sensibilité de l'objet qu'il est destiné à surveiller. 
En effet, ils peuvent indiquer précisément le niveau d'inclinaison avec un cadrant numérique (comme pour les capteurs d'inclinaison sur certains véhicules) ou simplement avoir un témoin qui change de couleur lorsqu'une inclinaison au-delà du seuil de référence choisi a été dépassé. 

## Technologies
Il existe une grande variété de technologies pour ce type de dispositif. Voici les principales technologies sous forme de liste :  

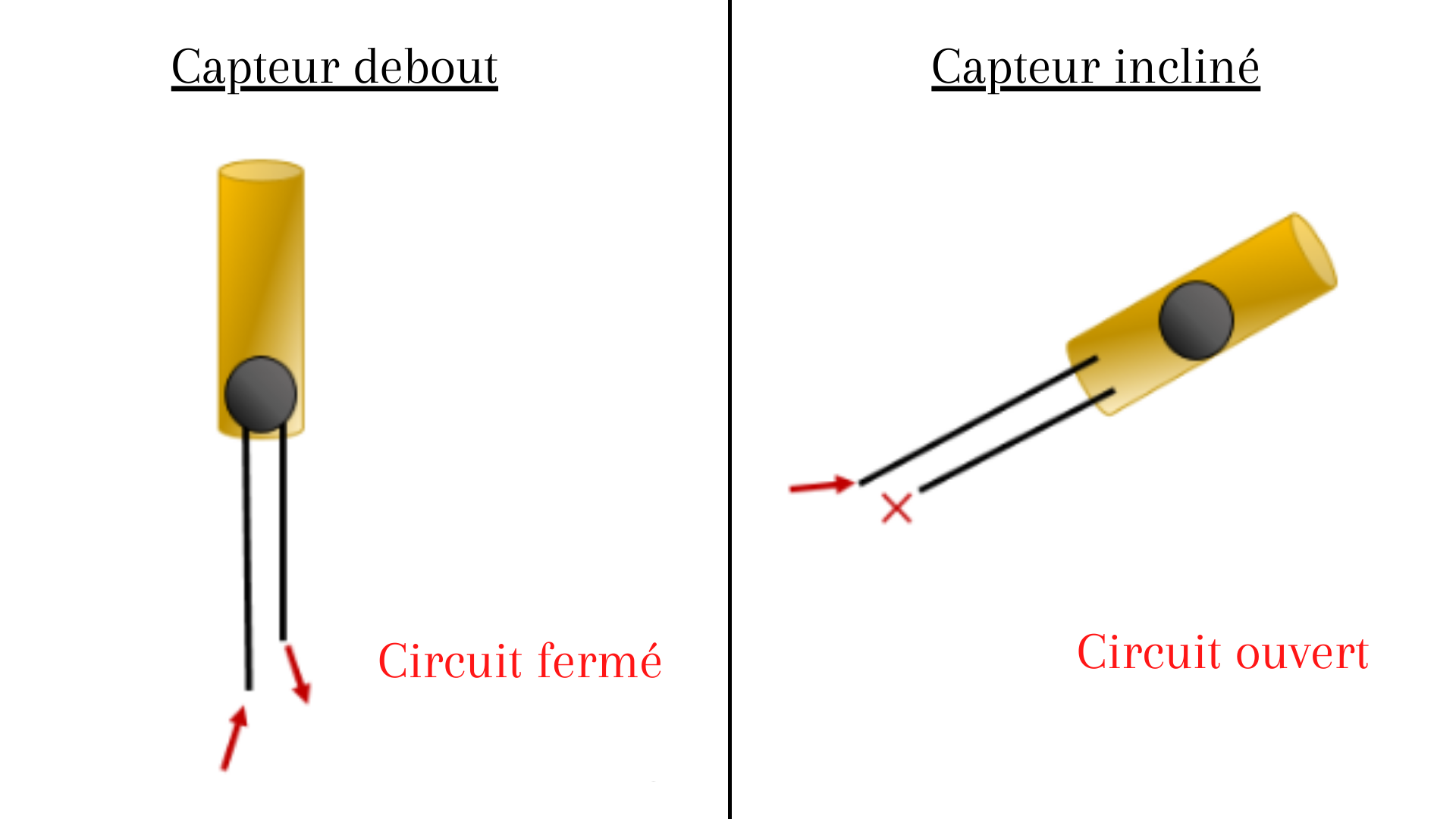
Schéma explicatif d'un capteur d'inclinaison dans le cas des composants électroniques

- Lorsque le capteur est alimenté, une bille roulante tombe en bas du capteur établir une connexion électrique avec une plaque conductrice en dessous. Lorsque le capteur est incliné, la bille ne tombe pas au fond de sorte que le courant ne puisse pas circuler dans les deux bornes d'extrémité du capteur[1].
- Lorsque l'indicateur subi un renversement au-delà de son seuil de référence, une pastille métallique, initialement bloquée dans un habitacle, se déloge et laisse apparaître un fond rouge de manière irréversible.
- Il peut s'agir du même principe que le point ci-dessus mais avec de la poudre.
- Lorsque le capteur d'inclinaison électrolytique s'incline, la surface du fluide reste de niveau en raison de la gravité. Le fluide est électriquement conducteur, et la conductivité entre les deux électrodes est proportionnelle à la longueur d'électrode immergée dans le fluide[2].

## Transport et logistique

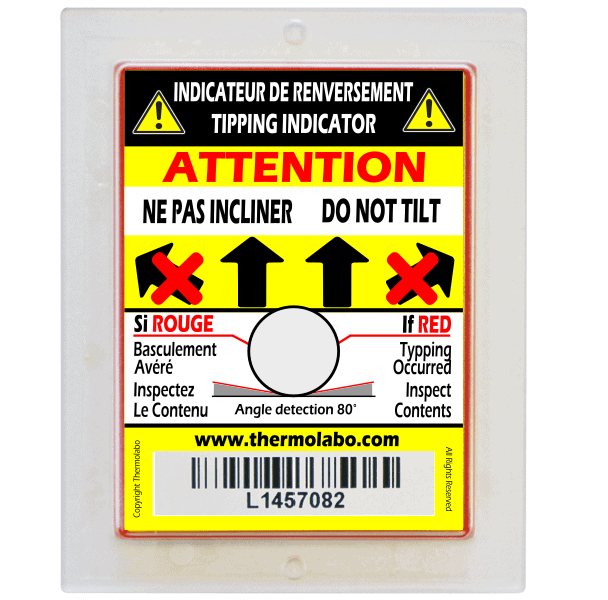
Indicateur de renversement dans la logistique et le transport.

En général, il s'agit d'un dispositif à usage unique permettant aux opérateurs de la chaîne logistique de contrôler si le colis a subi un renversement qui pourrait engendrer sa détérioration. Il est positionné grâce à une bande adhésive.  
Son apparence attire volontairement l'attention des maillons de la chaîne logistique afin de les inciter à prendre un soin particulier lors des manutentions. Le destinataire peut ainsi prendre d'éventuelles réserves pour préserver ses intérêts ou même rejeter l'expédition lorsque les indicateurs indiquent une manipulation sévère. Le coût d'un indicateur est généralement modeste. Dans le même style de dispositif, il existe les indicateurs de choc.

## Engins de chantier & automobile
Les capteurs et interrupteurs d'inclinaison jouent un rôle important dans la prévention des renversements dans le secteur du BTP.  Par exemple, la mesure de l'angle du châssis garantit que la base de la PEMP se trouve dans les limites d'un angle sûr pour le fonctionnement du véhicule. Ce capteur peut aussi indiquer que le véhicule se trouve dans une position dangereuse.
Un capteur d'inclinaison sur un véhicule détermine l'orientation de ce dernier lorsqu'il effectue un virage serré ou qu'il risque de se renverser.

## Électronique
Les capteurs d'inclinaison ou de renversement sont des dispositifs qui produisent un signal électrique qui varie avec un mouvement angulaire. Ces capteurs sont utilisés pour mesurer la pente et l'inclinaison dans une plage de mouvement limitée. 

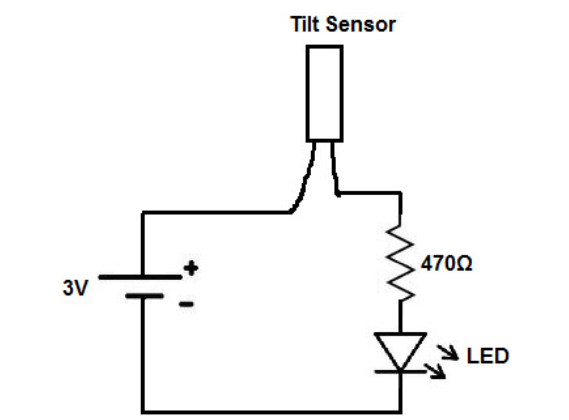
Circuit basique utilisant un capteur d'inclinaison

Parfois, les capteurs d'inclinaison sont appelés abusivement inclinomètres car les capteurs génèrent simplement un signal (contrairement aux inclinomètres qui génèrent une lecture et un signal). 
Un circuit de base qui utilise un capteur d'inclinaison est illustré ci-contre. Pour ce montage, les composants utilisés sont: un capteur d'inclinaison, une résistance de 470 Ohms, une LED ainsi qu'une alimentation 3V.  